# 佐藤大洋
佐藤 大洋（さとう たいよう）、日本のプロデューサー、実業家。映像制作会社KASSENの共同創業者で最高執行責任者（COO）を務め、コンセプトアート制作会社WACHAJACKの取締役を兼任している。
映画やCM、ミュージックビデオ、アニメーション企画のCGプロデュースを手がけている。

## 来歴
大学卒業後、テレビ番組のディレクター職を経験し、2014年にアニメーション制作会社のAnimation Cafeに参加した。2018年、コンセプトアート専門の制作会社WACHAJACKを共同設立し、取締役に就任。
WACHAJACKではアート分野のクリエイターを束ねて映像企画のビジュアル面を提案・制作する事業を展開した。
2020年12月、VFXスーパーバイザーの太田貴寛（元Khaki所属）とともにVFXスタジオKASSENを設立し、COOに就任。以降、KASSENとWACHAJACK両社の取締役を兼務しつつ、映像制作の現場でプロデューサーとして活動している。

## KASSENでの役割と貢献
KASSENではCOOおよびプロデューサーとして、プロジェクトの予算管理やスケジュール調整、制作チームの編成など実務面を統括している。WACHAJACKで培ったコンセプトアート分野との橋渡し役も担い、アートから映像制作まで一貫した体制づくりに貢献している。佐藤のもと、KASSENは多数のクリエイターを結集させて質の高いVFX・CG作品を生み出しており、例えばLEDウォールなど最新技術を駆使して短期間で制作したBUMP OF CHICKEN「なないろ」のミュージックビデオは業界で注目を集めた。佐藤自身もCGプロデューサーとして制作初期のコンテ作成から関わり、監督やスタッフと試行錯誤しながら映像表現を形にする手法を取っている。

## 関わった主な作品
- 『約束のネバーランド』（2020年・実写映画）– VFXプロデュース[5]
- YOASOBI「群青」× Vaundy「花占い」コラボMV『ティロリミックス』 - CGプロデューサー[6]
- BUMP OF CHICKEN「なないろ」（2021年・MV） – CGプロデューサー[4]
- 劇場アニメ『KILLTUBE』（2026年公開予定） – アニメーションプロデューサー[7][8]

## 関連人物
- 太田貴寛